# 益川浩一
益川 浩一（ますかわ こういち、1970年 - ）は、日本の教育学者、岐阜大学教授。 

## 来歴
三重県生まれ。三重県立津西高等学校、名古屋大学大学院教育学研究科出身。三重県庁勤務を経て、2001年から岐阜大学助教授。現在、岐阜大学教授、岐阜県生涯学習・社会教育政策監、岐阜大学地域協学センターセンター長。

## 著書
- 『現代社会教育・生涯学習の諸相（歴史編）』
- 『現代社会教育・生涯学習の諸相（実践編）』
- 『戦後初期公民館の実像』
- 『生涯学習・社会教育の理念と施策』
- 『人びとの学びと人間的・地域的紐帯の構築』（編著）
- 『学習プログラムの運営と展開』
- 『戦後岐阜社会教育史研究』
- 『ふるさとの歴史を学ぼう―学校・家庭・地域の連携と協働』（監修）
- 『道徳の授業における教師の悩みに関する研究』（監修）